# Mount Alf
Mount Alf är ett berg i Antarktis. Det ligger i Västantarktis. Chile gör anspråk på området. Toppen på Mount Alf är 3 200 meter över havet.
Terrängen runt Mount Alf är kuperad åt nordväst, men åt sydost är den bergig. Mount Alf ligger uppe på en höjd som går i nord-sydlig riktning. Trakten är obefolkad. Det finns inga samhällen i närheten. 